# Typhlocyba persephone
Typhlocyba persephone är en insektsart som beskrevs av Mcatee 1926. Typhlocyba persephone ingår i släktet Typhlocyba och familjen dvärgstritar. Inga underarter finns listade i Catalogue of Life.